# Gerhard Elwert
Gerhard Elwert (* 15. Mai 1912 in Hohengehren bei Esslingen; † 25. Juni 1998) war Astrophysiker an der Universität Tübingen.

## Lehre und Forschung
Gerhard Elwert studierte Physik, Mathematik und Astronomie in Tübingen und München. Er wurde 1938 von Arnold Sommerfeld mit einer Arbeit über die Röntgen-Bremsstrahlung promoviert. Teile seiner Dissertation, darunter der nach ihm benannte Elwert-Faktor, sind in den Band II von Sommerfelds berühmtem Werk Atombau und Spektrallinien aufgenommen worden. 1939 legte Elwert die wissenschaftliche Prüfung für das Lehramt an Gymnasien ab und arbeitete dann während des Zweiten Weltkriegs bei Telefunken in Berlin an Themen der Nieder- und Hochfrequenztechnik.
Nach Kriegsende kehrte Elwert nach Tübingen zurück und ging zunächst in den höheren Schuldienst, von wo ihn Heinrich Siedentopf im Jahr 1950 als Assistent an das Astronomische Institut der Universität Tübingen holte. Dort habilitierte er sich 1953 mit der Arbeit Die Strahlung der Sonnenkorona im Gebiet weicher Röntgenstrahlen und ihre Bedeutung für die Bildung der ionosphärischen E-Schicht.
Bei seiner wissenschaftlichen Forschung wandte sich Elwert hauptsächlich Fragestellungen aus dem Bereich der theoretischen Astrophysik zu. Er befasste sich mit der Synchrotronstrahlung relativistischer Elektronen in kosmischen Magnetfeldern, mit der Radioastronomie und mit der Himmelsmechanik der Milchstraße und benachbarter Galaxien.
Mit seinen bahnbrechenden Arbeiten zur Theorie der Röntgen- und Ultraviolett-Strahlung der Sonnenkorona fand Gerhard Elwert weltweite Anerkennung. Wegen der Entdeckung der Röntgenstrahlen auf der Sonne war er für den Nobelpreis nominiert und hätte ihn beinahe bekommen. Anfang der 1950er Jahre war er besonders an der Röntgenstrahlung der ungestörten Sonne interessiert. Elwert berechnete sowohl die kontinuierliche als auch die Linienstrahlung eines heißen Plasmas von einigen Millionen Grad. Dazu benötigte er eine große Zahl atomphysikalischer Daten, und daraus entstanden seine Arbeiten über Ionisations- und Rekombinationsprozesse in einem Plasma, die bekannte Ionisationsformel der Sonnenkorona und die Entstehung der gelben Koronalinie.
In den folgenden Jahren nahm die Zahl der Beobachtungen der solaren Röntgenstrahlung mit Hilfe von Ballonen, Raketen und Satelliten rasch zu, und so wurde es möglich, Vergleiche zwischen Theorie und Messungen anzustellen. Dabei wurden die theoretischen Vorhersagen Elwerts bestätigt. Die Beschäftigung mit der kurzwelligen Strahlung der Sonne führte zwangsläufig zu den solar-terrestrischen Beziehungen. So untersuchte Elwert in seiner Habilitationsschrift den Einfluss der Röntgenstrahlung der Sonnenkorona auf die Bildung der ionosphärischen E-Schicht.
1968 wurde er auf den neugeschaffenen Lehrstuhl für Theoretische Astrophysik der Universität Tübingen berufen. Neben der Theorie galt das besondere Interesse Elwerts auch deren experimenteller Prüfung. Auf seine Anregung hin wurden im Physikalischen Institut der Universität die ersten Koinzidenzmessungen zum Elementarprozess der Röntgen-Bremsstrahlung durchgeführt. Unter seiner aktiven Mitwirkung entwickelte eine Forschungsgruppe des Astronomischen Instituts Zonenplatten-Kameras zur Röntgenabbildung der Sonne, mit denen 1971 und 1972 bei Raketenaufstiegen von Sardinien und White Sands aus eine größere Zahl interessanter Röntgenaufnahmen gemacht wurden.
In den 1960er Jahren wurde eine Reihe von Satelliten zur Untersuchung der Röntgenstrahlung der Sonne eingesetzt, so dass die Sonne über lange Zeiträume hinweg zu beobachtet werden konnte. Daher konnten viele Messungen der harten Röntgenstrahlung, die bei solaren Flares ausgesandt wird, durchgeführt werden. Gerhard Elwert wandte sich dann der Erforschung der bei den Sonneneruptionen beschleunigten Elektronen und deren Ausbreitung im koronalen Plasma zu. Er wies als erster darauf hin, dass die von den nichtthermischen Elektronen erzeugte Röntgenstrahlung anisotrop und polarisiert sein müsste. Zur Messung der Anisotropie schlug er ein Experiment mit zwei Satelliten vor, von denen der eine um die Erde kreist, während der andere eine Bahn um die Sonne beschreibt (Solar Polar Mission). Erst viel später wurde dieses Projekt in Form des Satelliten Ulysses verwirklicht, der im Oktober 1990 gestartet wurde.
Daneben war Elwert in Zusammenarbeit mit amerikanischen Wissenschaftlern an der Auswertung von Messungen beteiligt, die während der bemannten Skylab-Missionen 1973 und 1974 gewonnen worden waren. Mit Giacconi-Wolter-Teleskopen waren Röntgenbilder der Sonne mit bis dahin unerreichter räumlicher Auflösung aufgenommen worden. Bei der Analyse dieser Bilder galt das wesentliche Interesse Elwerts den Magnetfeldern in der Sonnenatmosphäre, die bei der Deutung der solaren Aktivität und der Aufheizung der Korona eine Schlüsselrolle spielen. So wurde unter anderem ein umfangreiches Computer-Programm zur Berechnung dieser Felder aus der in Richtung des Sehstrahls gemessenen Komponente des photosphärischen Magnetfelds erstellt.
Auch nach seiner Emeritierung im Jahr 1980 war Gerhard Elwert weiter wissenschaftlich tätig. Er nahm als Gastwissenschaftler an der Auswertung von Röntgenbildern der Sonne teil, die mit dem Hard X-Ray Imaging Spectrometer (HXIS) an Bord der Solar Maximum Mission (SMM) aufgenommen wurden. Daneben beschäftigte er sich mit der Beschleunigung von Plasma-Elektronen in einem elektrischen Feld. In den letzten Jahren ließ es sein Gesundheitszustand allerdings nicht mehr zu, dass er seine Forschungstätigkeit fortsetzte. Trotzdem nahm er bis zuletzt regen Anteil an den Arbeiten im Institut und ließ sich über die neuesten Ergebnisse auf dem Gebiet der Astrophysik berichten.

## Privatleben
Gerhard Elwert interessierte sich für die gesamte Natur, nicht nur die Astrophysik. Um sie zu erleben, unternahm er bis in die Zeit seiner schweren Erkrankung ausgedehnte Wanderungen – mit Vorliebe in die Tübinger Umgebung, die Schwäbische Alb und den Schwarzwald. Aber nicht nur die Naturverbundenheit gab ihm Lebensinhalt, sondern er war auch musisch begabt und interessiert. Er konnte gut zeichnen, malen und basteln. So gab es ein selbstgebautes Modell eines Theaters mit austauschbaren Kulissen, selbstgebastelten Figuren und elektrischer Beleuchtung, in dem er Besuchern Passagen bekannter Theaterstücke vorspielte.
Teilweise galt Gerhard Elwert als verschlossen und unnahbar. Manche erlebten ihn aber auch als ein überaus warmherziges, geistreiches und witziges Gegenüber, das auch herzhaft lachen konnte. Er war sehr hilfsbereit und ließ etwa notleidende Studenten kostenlos bei sich wohnen. Niemals wäre er auch zu irgendeiner Intrige Mitmenschen gegenüber fähig gewesen.
Gerhard Elwert starb unverheiratet und kinderlos. Er fand seine letzte Ruhestätte im Grab seiner Eltern auf dem Tübinger Stadtfriedhof.